# Капский ремез
Капский ремез (лат. Anthoscopus minutus) — вид птиц из семейства ремезовых. Выделяют три подвида. Распространены в Африке.

## Описание
Капский ремез достигает длины 8—9 см и массы 6—7,5 г. Одна из самых мелких птиц Африки, наряду с фолидорнисом (Pholidornis rushiae), мышиным (Anthoscopus musculus) и белолобым (Anthoscopus caroli) ремезами. Характеризуется очень коротким хвостом, коротким заострённым коническим клювом и довольно сильными ногами. Половой диморфизм не выражен. У взрослых особей номинативного подвида лоб чёрно-белый, нижняя часть лба и уздечки чёрные, короткая белая надбровная дуга, немного позади глаз проходит короткая чёрная линия. Макушка и верхняя часть тела светло-коричневато-серые; верх крыльев и хвост тёмно-серо-коричневые, кончики кроющих крыльев светло-серые, третьестепенные кроющие перья со светлой серо-коричневой каймой (в свежем оперении). Рулевые перья с охристой каймой; крылья и хвост становятся светло-коричневыми по мере истирания бахромы перьев. Нижние кроющие перья уха и бока головы и шеи, а также подбородок и горло — беловатые. Вся нижняя часть тела, включая грудь и нижние кроющие перья хвоста бледно-охристо-жёлтого цвета. Радужная оболочка от светло-коричневого до тёмно-коричневого цвета; клюв серый или черноватый, становится бледнее к основанию и по краям; ноги сланцево-серые или черноватые. Молодь более тусклая, коричневатая, менее сероватая сверху и бледно-жёлтая снизу. Бахрома на рулевых, маховых перьях и хвосте отчетливо желтоватая, а не серо-коричневая. Подвиды различаются главным образом насыщенностью окраски: A. m. damarensis более бледный и серый сверху и бледно-жёлтый снизу, без охристых оттенков; A. m. gigi в целом более тусклый, более тёмный сверху и тускло-оливковый снизу.

## Вокализация
Капский ремез обычно поёт с видного места или под кронами деревьев. Песня представляет собой пронзительное и часто жалобное «chawee, chawee» или «tseewee, tseewee», повторяемое 6—8 раз; во время брачного полёта издаёт резкое «zwayt». Контактные позывки включают в себя похожий на звон колокольчика «tillink», громкий скрежещущий «zizzit» и тонкое «weess», повторяющееся пять или шесть раз.

## Подвиды и распространение
Выделяют три подвида:
- Anthoscopus minutus damarensis Reichenow, 1905 — запад Анголы, север Намибии, север и восток Ботсваны, Зимбабве и север ЮАР
- Anthoscopus minutus gigi Winterbottom, 1959 — юг ЮАР
- Anthoscopus minutus minutus (Shaw, 1812) — запад и юг Намибии, юго-запад Ботсваны, запад и центр ЮАР

## Места обитания
Естественными местами обитания капского ремеза являются пустынные и полупустынные районы с кустарниками и небольшими деревьями, особенно открытые акациевые заросли на краю пустыни. В Ботсване на севере Калахари встречается также в изолированных зарослях терновника и вахелии (Vachellia karroo).

## Биология
Капский ремез встречается парами или небольшими группами (предположительно, семейными) до семи особей, в исключительных случаях в стае может быть до 21 особи; часто присоединяется к смешанным стаям мелких видов птиц. Питается в кустарниках и кронах деревьев, хотя проводит много времени в низких кустарниках, на земле его редко можно увидеть. Очень активен, быстро перелетая с дерева на дерево и собирая урожай с сучьев и тонких веток, в пучках листьев и цветочных головках, часто зависает вниз головой. В состав рациона входят мелкие беспозвоночные, в основном насекомые, их яйца и личинки, но также мелкие плоды и семена. Птенцов выкармливает в основном личинками насекомых.

### Размножение
Капский ремез гнездится в январе—феврале в Намибии, сентябре и ноябре—январе в Ботсване, октябре и феврале в Зимбабве; в ЮАР — с октября по январь на севере, с июля по октябрь на юго–западе и с июня по декабрь на юге. За сезон может быть два и более выводков. Моногамный вид. Часто наблюдается кооперативное размножение, когда молодые птицы остаются на гнездовой территории родителей в составе устойчивой социальной группы. Обычно в группе, кроме доминирующей пары, бывает от одного до двух помощников. Гнездо сооружается самцом и самкой за 20—35 дней (новое гнездо, если первоначальное было разрушено, может быть изготовлено за 13—20 дней), представляет собой войлочный мешок почти грушевидной формы, сплетенный из паутины, шерсти и мягких пушистых растительных материалов, чрезвычайно прочный и долговечный. Гнездо имеет хорошо заметный боковой вход, который ведёт в неглубокую ложную полость. Вход в настоящую гнездовую камеру расположен над ложным входом и представляет собой короткую трубку с самозакрывающимся клапаном. Устье ложной камеры толстое и прочное и используется в качестве платформы, на которую опирается родитель, открывая ногой потайную дверь настоящей гнездовой камеры. Ложный вход служит для того, чтобы запутать потенциальных хищников и защитить яйца и птенцов. Гнездо располагается на высоте 2—3 м над землей на верхушке колючего кустарника, прикрепляется прутиками к верхней части гнезда. Другие мелкие птицы, например, нектарницевые (Nectariniidae) и  канареечные вьюрки (Serinus), часто крадут материалы для постройки собственных гнезд, иногда заставляя владельцев полностью покидать гнездо. В кладке 4—8 яиц, очень редко до 10 или 12 (возможно, от нескольких самок). Насиживают кладку птицы обоих полов, меняя друг друга каждые 30 минут в течение дня. Инкубационный период продолжается 15 дней. Птенцов выкармливают обе родительские птицы, а также помощники, если они есть. Птенцы оперяются через 22—24 дня. К концу сезона размножения два или даже три выводка устраиваются на ночлег с родителями рядом с гнездом, или в гнезде, или в гнезде другой пары, или даже в заброшенном гнезде другого вида, например, ткачиковых (Ploceidae).